# ياسويوشي بابا
ياسويوشي بابا (باليابانية: 半場 康好) (3 أبريل 1972 في شيزوكا في اليابان – )؛ هو لاعب كرة قدم سابق كان يلعب كلاعب وسط.